# 刘鼎 (1903年)
刘鼎（1903年12月15日或1902年1月8日—1986年7月25日），原名阚思俊，字尊民，曾用名阚泽民、甘作明、戴良等，四川南溪人，中华人民共和国政治人物，军工与机械工业专家，中北大学首任校长。

## 生平

### 第一次国共内战时期
刘鼎出生于一个小知识分子的家庭，自幼以图画、手工、算术、理工知识为爱好。中学时代，就和同学郭伯和、李硕勋、阳翰笙等带头组织学生会，开展进步活动。1920年，考入浙江省立高等工业学校（今属浙江大学）电机科学习。1923年，他进入上海大学学习，加入中国社会主义青年团。1924年，赴德国勤工俭学，在德国哥廷根大学和柏林大学学习。期间，经朱德、孙炳文介绍，加入中国共产党。1926年，转赴苏联莫斯科东方大学和空军机械学校学习，并兼任教官、东大总支部委员。1927年冬，与吴先清结婚。1928年春，莫斯科东方大学与莫斯科中山大学合并为中国劳动者共产主义大学(简称“中大”)，夫妻俩同转入中大。
1929年，夫妻俩把不满周岁的孩子送进苏联保育院，奉命秘密回国。回国途中，刘鼎接到中共命令，参加了刘伯承领导的远东工人游击队，担任一中队政治指导员及全队的武器教官。1930年春，经大连、天津到了上海。吴先清进入中共江苏省委，被派往浦东地区开展女工工作。刘鼎经周恩来批准，任中央特科情报科（第二科）副科长，协助科长陈赓开展情报工作。在中央特科工作时期，刘鼎负责联系杨登瀛，进行情报搜集工作，还参与营救被捕的关向应。
1930年夏，吴先清调离中共江苏省委，进入中央特科情报科。1931年4月，特科负责人顾顺章投降国民政府后，中共中央特科进行改组，刘鼎仍留上海从事情报工作。1931年10月10日清晨，刘鼎按约去上海外滩公园同“高先生”接头，不料这个接头点已被国民党特务发现，刘鼎刚到公园就被逮捕，转押在南京陆军监狱。因未暴露身份，特科新任情报科长潘汉年指示吴先清多方周旋，负责与狱中刘鼎取得联络并设法营救。吴先清的嫂嫂孙儒珍20年代毕业于北京女高师，在校念书时，结识了保定军校的一些同乡，其中有的已在国民党内任要职。她说服嫂嫂出面到南京疏通关系。孙儒珍到南京找到首都督察厅督察处长李进德，得到李的款待。第二次姑嫂俩到南京，通过李进德的引荐，找到临海同乡，陆军第十八军第十四师中将师长周至柔。周至柔知道吴先清是中共，但乡情在，并不介意。见面后，就哈哈大笑地说：“绿客婆（临海方言，意即土匪婆)来了。”吴先清说：“是的，我来了。今天要么你把我也关起来，要么把刘鼎放出去。”周至柔说：“放人，我爱莫能助，可以送你去探狱，疏通关系让你以后探狱方便，这个没问题。”1932年9月，刘鼎经康泽等出面作保获释出狱。
1933年3月，吴先清经党中央批准，调任共产国际远东情报局谍报组组长。为了不影响工作，她把刚出生一个月的婴儿，送到临海老家，请母亲抚养。1933年，刘鼎离开上海，前往中央苏区。途中，因国民政府封锁，被留在赣东北苏区。其后，担任闽浙赣军区组织部长、红军第五分校政委。后应方志敏要求，出任洋源兵工厂政委。他亲自动手研制并组织生产了红军第一门炮及炮弹，开创了中国工农红军早期兵工事业。1935年1月，方志敏率领的红十军团在怀玉山战役中失败；6月，刘鼎也在国民革命军搜山时被俘，自称“机修师傅”身份。同年秋，从俘虏营中脱逃，经九江前往上海，隐蔽在路易·艾黎家中。1936年3月，从陕北瓦窑堡的党中央驻地回到上海的董健吾见宋庆龄，说张学良需要一位中共人士作顾问，宋庆龄推荐了刘鼎。刘鼎到西安任中共驻东北军代表，对张学良开展统战工作。12月12日，西安事变爆发。此前张学良担心发电会泄密，所以在行动开始后才通报。12日凌晨5时，刘鼎第一时间向中共中央报告事变情况，为中共应对事变提供了依据。毛泽东曾多次指出：“西安事变，刘鼎同志是有功的”。

### 抗日战争与第二次国共内战时期
1937年3月，刘鼎回到延安，任抗日军政大学特科大队队长，负责培训八路军的通讯技术人才。1940年5月，任八路军总部军工部部长，开创了八一式步马枪、单响短枪、五零掷弹筒、炮弹、枪弹发射药和烈性炸药的批量生产，保证了部队作战的需要。1941年5月，成立太行工业学校，刘鼎担任第一任校长，该校即是中北大学的前身。1944年1月奉调回延安，任陕甘宁晋绥联防军军工局副局长。第二次国共内战期间，先后担任晋察冀军工局副局长、华北人民政府公营企业部副部长等职务，继续领导军工生产工作。

### 中华人民共和国成立后
中华人民共和国成立后，刘鼎任中央重工业部副部长，分管兵工、机械、船舶、汽车和电器（包括电信）。刘鼎奉命组团到东北、天津、华东考察工业工厂情况，参与重庆解放后兵工厂接收、陪同苏联专家考察太原的工业。1950年7月，刘鼎与总后勤部部长杨立三联名向中央军委提出国防工业建设建议书。抗美援朝战争爆发后，刘鼎把1950年10月20日召开的全国第一届兵工会议转变为战时生产动员会，组织兵工生产。1951年1月4日刘鼎兼任中央军委兵工委员会委员。。1951年4月重工业部的兵工办公室升格为兵工总局，负责统一规划和协调兵工生产建设，刘鼎兼任局长。随后，成立了由聂荣臻任主任的航空工业管理委员会，在重工业部设航空工业局。1951年5月，刘鼎随同总参谋长徐向前为团长的中国兵工代表团赴苏谈判苏联援助中国兵工建设的问题。1951年10月签定《关于中国工厂获得制造苏联型式枪炮弹药特许权和交付苏式枪炮弹药样品、生产技术资料及必要时派遣苏联专家给予技术援助的协定》。1952年5月，中央军委兵工委员会作出了《关于兵工问题的决定》：确定了中国第一批18种陆军制式武器的型谱（其中仿苏武器15种，自行设计的3种）以及配套的弹药；批准了兵工总局上报的工厂调整计划纲要和新建工厂大纲，并明确了按专业化分工，调整老厂的生产纲领和技术改造的原则。1952年6月，刘鼎主持召开了全国第二届兵工会议落实上述决定。1952年8月7日，政务院成立第二机械工业部，统一管理包括兵工、航空、电子工业在内的常规国防工业。重工业部兵工总局改称二机部第二局，刘鼎任二机部副部长兼二局局长。1952年下半年，刘鼎组建了一批兵工研究所。1952年12月25日，因送往朝鲜的57毫米无座力炮与炮弹不能合膛的问题，刘鼎被中央撤职查办。中央关于给刘鼎同志撤职查办处分的决定指出六条错误。12月28日，在中共二机部机关全体党员大会上公开传达。1953年初，毛泽东在中央会议上强调要将国防工业列为一五计划建设重点，要求五年内初步建设起国防工业体系。1953年1月22日，毛泽东主持审议国防工业“一五”建设计划。1953年4月6日，中央纪律检查委员会发出《关于刘鼎同志所犯错误的处分决定》，给予刘鼎撤销副部长职务、留党查看两年，工资由7级降为11级的处分；1953年4月16日，政务院发出《关于第二机械工业部副部长刘鼎同志所犯错误的通报》。1953年秋，二机部党组副书记张霖之找刘鼎谈话，二机部部长赵尔陆任命刘鼎为一级工程师（或称二机部总工程师），仍在二机部机关工作。1954年刘鼎深入到全国各兵工厂的制式化新产品试制现场，协助解决各种技术难题。1955年，留党查看两年期满后，刘鼎被任命为二机部部长助理。1957年恢复二机部副部长职务。
1960年9月，任新组建的第三机械工业部副部长，后任常务副部长兼航空研究院院长。在此期间，他组织推广了电解加工、机夹刀具、组合夹具、金刚石工具、喷丸强化、滚压加工、高能成型等一大批新技术和新工艺项目。文化大革命中，受到迫害，被关押七年之久。后担任航空工业部正部级顾问等职务。
1986年病重住院，中共中央组织部召开“关于复查刘鼎同志一九五三年所受处分问题座谈会”，与刘鼎同志共事多年仍还健在的老同志参加座谈，一致认为1953年给刘鼎的处分是个错案，应予撤销。中共中央纪律检査委员会、中共中央组织部签发了《关于撤销刘鼎同志一九五三年所受处分的决定》，并派人到病床前宣布。
刘鼎是第一届全国政协委员，第五、第六届全国政协常委，中国机械工程学会理事长、名誉理事长和中国兵工学会顾问。1986年7月25日，在北京逝世。